# Shippeitarō
Shippeitarō o Shippei Tarō (しっぺい太郎, 竹篦太郎, 悉平太郎, 執柄太郎?) è il nome di un cane aiutante in un'omonima fiaba giapponese. Le varianti del nome possono essere molteplici, mentre in alcune sembrerebbe non avere affatto un nome. Tra queste varianti sono degne di nota Suppeitarō, Suppetarō e Hayatarō, quest'ultimo associato a una leggenda riguardante il tempio Kōzenji di Shinano.

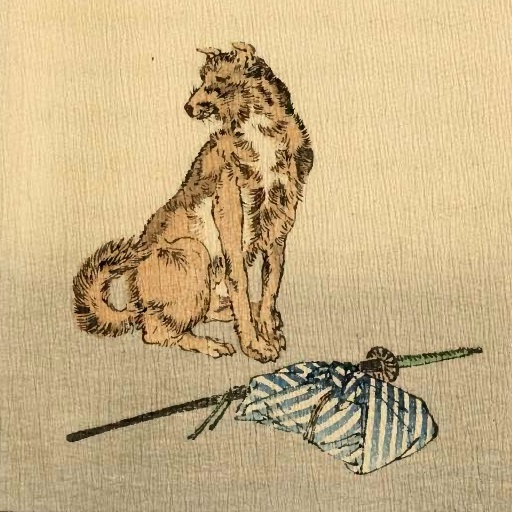
"Shippeitarō è un cane forte e bellissimo". — dallo Shippeitarō della signora T. H. James's (1888), illustrato da Suzuki Munesaburo.

La versione più diffusa del racconto narra che lo spirito della montagna e i suoi servi richiedono un sacrificio umano annuale di una fanciulla del villaggio locale. Un giovane guerriero ascolta gli spiriti suggerendo che il loro potenziale flagello poteva essere solo un certo "Shippeitarō", che si rivela essere un cane. Così, questo cane viene sostituito alla fanciulla, venendo posto all'interno del contenitore sacrificale. Quando arrivano gli spiriti, il guerriero e il cane li attaccano e li sconfiggono, salvando il villaggio.

## Traduzioni
Le traduzioni giunte in Occidente comprendono le due versioni inglesi, le quali condividono la stessa trama e sono entrambe intitolate Schippeitaro, secondo la dizione tedesca. La prima è presente nel Violet Fairy Book di Andrew Lang (1901) ed è tratta dalla raccolta Japanische Märchen und Sagen (Lipsia, 1885) del professor David Brauns, mentre la seconda fu redatta dalla sig.ra James (1888) per il numero 17 della rivista Japanese Fairy Tale Series, stampata da Hasegawa Takejiro, che pubblicò diversi chirimen-bon (libri di carta crespa).

## Trama
Di seguito è riportato il riassunto della versione di Lang-James:
Un giovane guerriero vagava in cerca di avventure e una notte si rifugiò in una foresta incantata, dormendo presso un santuario. Verso mezzanotte fu svegliato da versi di gatti feroci, che ballavano e urlavano e alcuni dicevano: «Non dire Shippeitarō!». Alzatosi, si mise in cammino, venendo attirato dal pianto e dalle richieste di aiuto di una voce femminile, che lo portarono in un villaggio dove gli fu detto che ogni anno dovevano sacrificare una fanciulla allo spirito della montagna. La ragazza era stata messa in una gabbia, che doveva esser posta nel santuario nella foresta. Poi il giovane chiese informazioni riguardo a Shippeitarō, scoprendo che si trattava del cane del reggente per conto del principe, il quale viveva nelle vicinanze. Il guerriero visitò il funzionario e lo persuase a prestargli il cane. Poi sostituì la fanciulla della gabbia con Shippeitarō, che venne trasportato al santuario. Giunta la notte i gatti si recarono al santuario guidati da un enorme esemplare nero, il quale spalancò la gabbia facendo saltar fuori Shippeitarō che lo uccise. A quel punto anche il giovane guerriero saltò fuori dal proprio nascondiglio e insieme al cane uccise tutti i demoni che non avevano fatto in tempo a fuggire. Al mattino il guerriero riportò Shippeitarō dal suo padrone e da quel momento ogni anno si tenne una festa in onore del prode guerriero e del valoroso Shippeitarō.

## Varianti
La versione di Lang-James, che presenta i gatti come antagonisti, non è l'unica. In altre versioni gli spiriti maligni hanno forma di ratto, lepre, tasso, volpe, cane procione (mujina, tanuki) o ancora di kappa. In realtà, queste sono atipiche, poiché la norma di questo genere di racconti prevede che gli spiriti maligni abbiano l'aspetto di scimmie (o babbuini). Infatti, è stata avanzata l'ipotesi che i racconti sulla Divinità Scimmia conservati nelle antologie medievali Konjaku Monogatarishū e Uji Shūi Monogatari siano le fonti originali delle versioni diffuse oralmente.
Un esempio è la versione in cui un sacerdote sconfigge degli orchi, i cui resti sono identici a quelli di scimmie morte, sostituendo la fanciulla sacrificale all'interno della cesta con il cane Shippeitarō, trovato nella lontana città di Nagahama, nella provincia di Ōmi.
Questa versione è il racconto Shippei Tarō presente nell'antologia di Keigo Seki, il quale realizzò una lunga raccolta di variazioni che al 1978 restituiva un elenco provvisorio di 67 esempi. Questa raccolta non risulta minimamente esaustiva nel descrivere le reali dimensioni del fenomeno, anche includendo i racconti in cui il cane aiutante non compariva affatto.
Nelle diverse varianti il cane può avere un nome o meno e nei casi in cui ce l'ha, non è del tutto coerente. La casistica include leggere varianti di "Shippeitarō", come "Suppeitarō" o "Suppetarō" (すっぺい太郎, 素平太郎, すっぺ太郎?), letture alternative ("Takeberatarō") o nomi del tutto diversi, come "Hayatarō" (早太郎|早太郎?) o "Heibōtarō" (へいぼう太郎, 兵坊太郎?). Inoltre può essere specificata la provenienza del cane, tra le quali si riscontrano le province di Ōmi o di Tanba e il tempio Kōzenji di tempio nella provincia di Shinano.
Secondo il folclorista Etō, il nome "Shippeitarō" tende a ricorrere nei pressi della provincia di Tōtomi, nell'attuale prefettura di Shizuoka, mentre la variante "Hayatarō" è concentrata nella provincia di Shinano, nella prefettura di Nagano. È stato messo in evidenza che nel dialetto di Shinano il termine haibō (?, ハイ坊)  indicava il cucciolo del lupo, pertanto da questa parola potrebbe derivare il nome "Heibōtarō" e "Hayatarō" potrebbe essere una corruzione di quest'ultimo.

### Antichi libri stampati

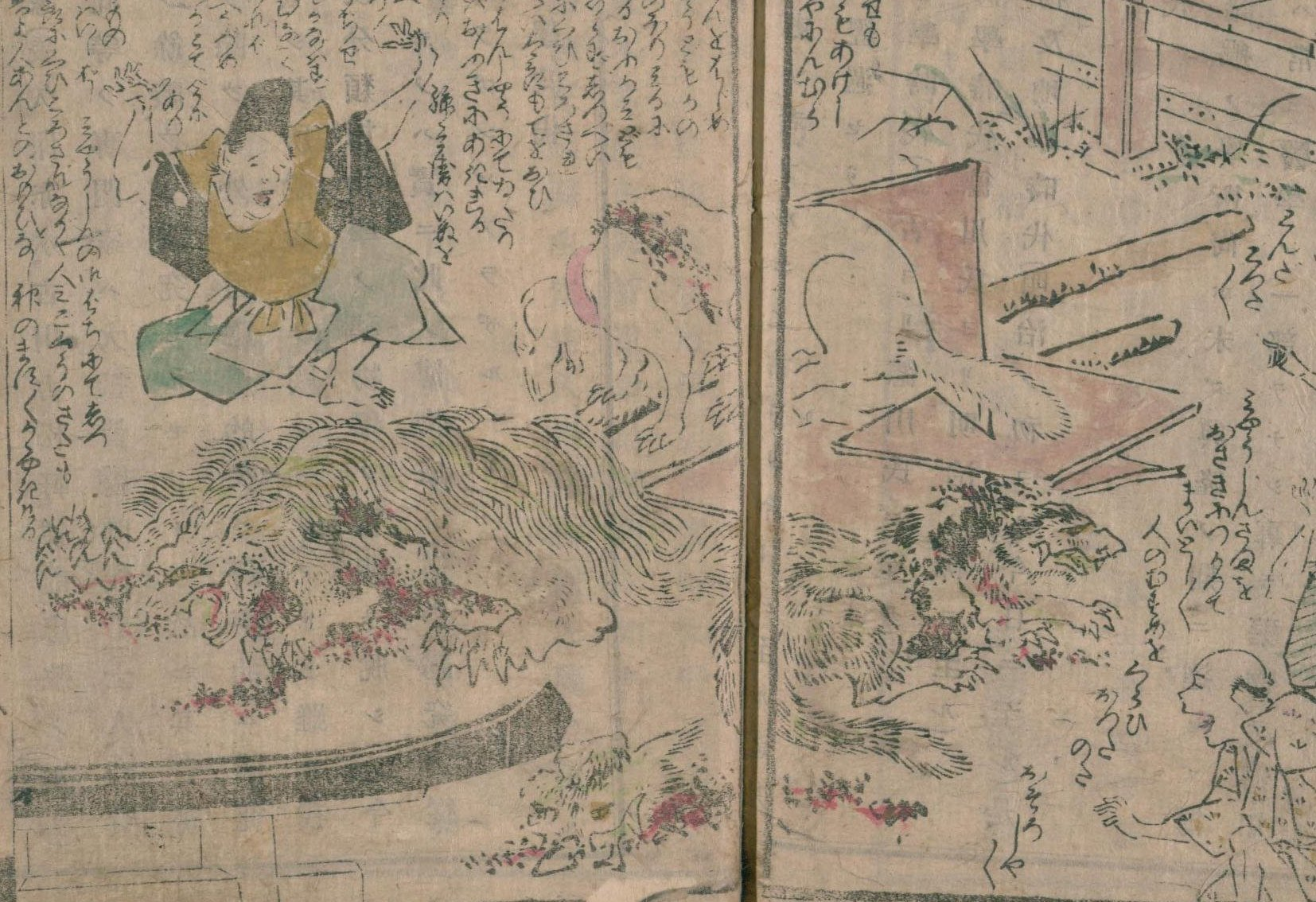
Shippeitarō esce dalla cesta scatola e distrugge i lupi. — dallo Zōho Shippeitarō (1796), stampato da un disegno di Toyokuni.

Esiste anche un libro stampato di tipo kibyōshi del periodo Edo, lo Zōho Shippeitarō (1796) che significa "versione espansa", scritto da Nansenshō Somahito (南杣笑そまひと?)  e illustrato dall'artista ukiyo-e Toyokuni. Questo libro mostra gli spiriti, aventi la forma di scimmia, lepre, lupo, volpe, tanuki e kappa, che divorano il sacrificio umano e infine la scena culminante, che raffigura Shippeitarō mentre sconfigge gli spiriti in forma di lupo.

## Precursori
Nell'antologie medievali Konjaku Monogatarishū, nella quale è intitolato "Come nella provincia di Mimasaka un dio fu intrappolato da un cacciatore e il sacrificio umano venne fermato", e Uji shūi Monogatari ricorre una storia simile di una divinità scimmiesca che esige un sacrificio. I racconti di Shippeitarō sono stati considerati versioni trasmesse oralmente di questo prototipo medievale.

## Tipologia di racconto
Negli studi sul folclore giapponese, il racconto popolare di Shippeitarō è classificato sotto la variante "Uccidere il Demone Scimmia" (猿神|猿神退治?, Sarugami taiji) del Tipo 91, secondo quanto indicato in un articolo di Keigo Seki. Questo gruppo di racconti è molto ampio e include racconti in cui il cane aiutante non compare affatto. Nella classificazione Aarne-Thompson, il racconto è classificato come tipo "Ammazza draghi", AT300.
Poiché la storia si conclude con l'abolizione della pratica del sacrificio umano, è possibile tracciare un parallelo con la leggenda di San Giorgio e il drago, inoltre sono presenti alcune somiglianze anche con la storia di Susanoo che salva Kushinadahime dal grande serpente Yamata no Orochi.